# Toshihiro Aoyama
Pour les articles homonymes, voir Aoyama.
Toshihiro Aoyama (青山 敏弘, Aoyama Toshihiro) est un footballeur japonais né le 22 février 1986. Il évolue au poste de milieu défensif. Il fait partie de la sélection japonaise où il a effectué 8 sélections depuis 2013.

## Palmarès
- Sanfrecce Hiroshima
  - Championnat du Japon
    - Vainqueur : 2012, 2013 et 2015.

  - Championnat du Japon de D2
    - Vainqueur : 2008.

  - Supercoupe du Japon
    - Vainqueur : 2008.

  - Coupe de la Ligue du Japon
    - Finaliste : 2010.

## Statistiques
| Saison                | Club                  | Championnat           | Championnat | Championnat | Coupe nationale | Coupe nationale | Coupe de la Ligue | Coupe de la Ligue | Supercoupe | Supercoupe | Coupe du monde des clubs de la FIFA | Coupe du monde des clubs de la FIFA | Total | Total |
| Saison                | Club                  | Division              | M.          | B.          | M.              | B.              | M.                | B.                | M.         | B.         | M.                                  | B.                                  | M.    | B.    |
| 2006                  | Sanfrecce Hiroshima   | 1                     | 19          | 1           | -               | -               | -                 | -                 | -          | -          | -                                   | -                                   | 19    | 1     |
| 2007                  | Sanfrecce Hiroshima   | 1                     | 28          | 0           | -               | -               | 6                 | 0                 | -          | -          | -                                   | -                                   | 34    | 0     |
| 2008                  | Sanfrecce Hiroshima   | 2                     | 36          | 4           | -               | -               | -                 | -                 | 1          | 0          | -                                   | -                                   | 37    | 4     |
| 2009                  | Sanfrecce Hiroshima   | 1                     | 29          | 3           | -               | -               | 5                 | 1                 | -          | -          | -                                   | -                                   | 34    | 4     |
| 2010                  | Sanfrecce Hiroshima   | 1                     | 23          | 0           | 1               | 0               | 5                 | 0                 | -          | -          | -                                   | -                                   | 29    | 0     |
| 2011                  | Sanfrecce Hiroshima   | 1                     | 27          | 2           | 2               | 0               | 1                 | 0                 | -          | -          | -                                   | -                                   | 30    | 2     |
| 2012                  | Sanfrecce Hiroshima   | 1                     | 34          | 2           | -               | -               | 4                 | 0                 | -          | -          | 1                                   | 1                                   | 39    | 3     |
| Total sur la carrière | Total sur la carrière | Total sur la carrière | 160         | 8           | 3               | 0               | 21                | 1                 | 1          | 0          | 1                                   | 1                                   | 186   | 10    |